# Karl Drexel

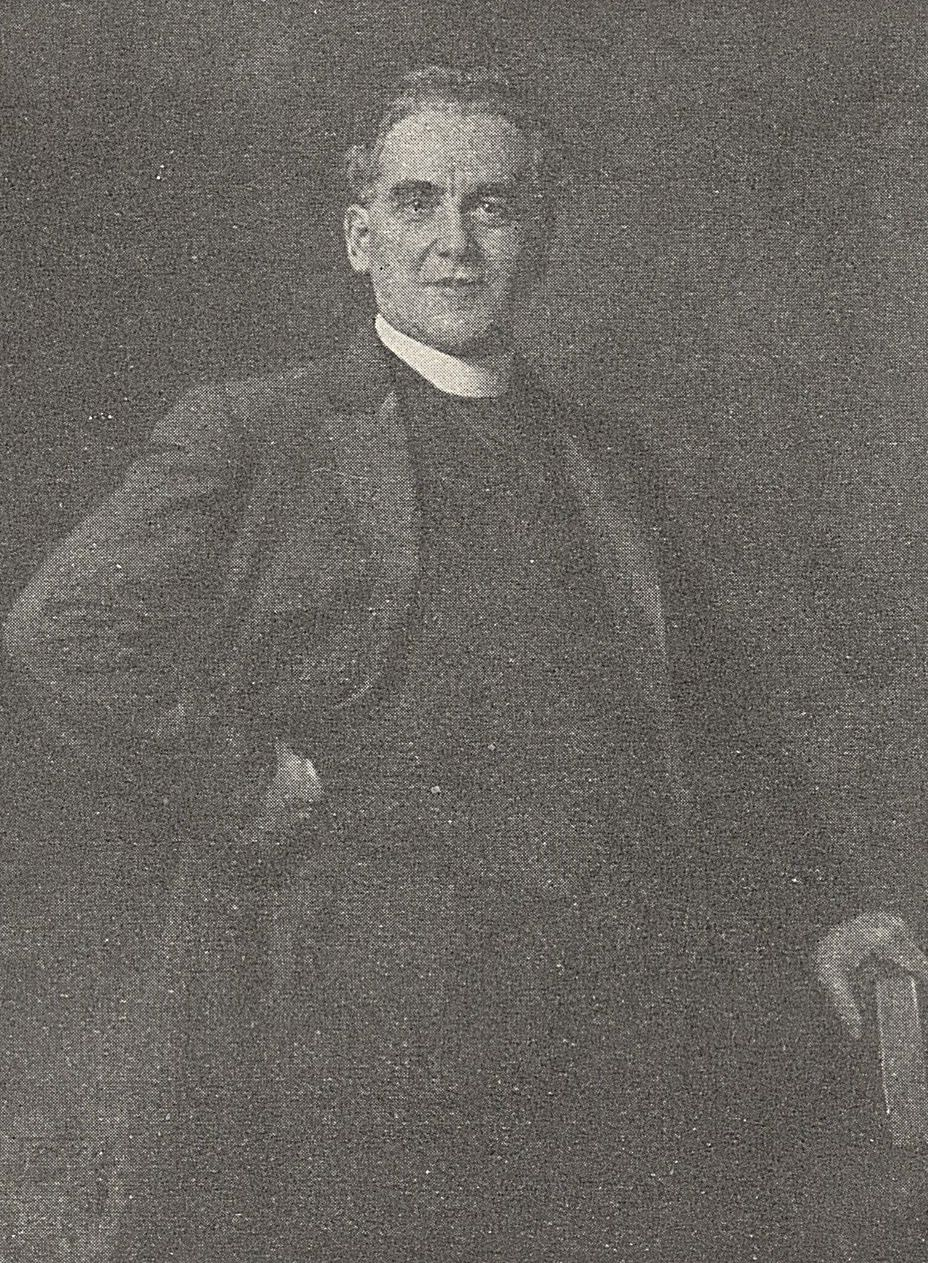
Karl Drexel

Karl Drexel (* 21. Juli 1872 in Dornbirn; † 14. März 1954 ebenda) war ein römisch-katholischer Priester, österreichischer Politiker (CSP) und Leiter des Bundesamts für Statistik. Drexel war von 1902 bis 1914 sowie von 1921 bis 1923 Abgeordneter zum Vorarlberger Landtag, von 1907 bis 1911 Reichsratsabgeordneter, von 1920 bis 1923 Mitglied des österreichischen Bundesrats und schließlich von 1923 bis 1931 Abgeordneter zum Nationalrat.

## Ausbildung und Beruf
Karl Drexel wurde am 21. Juli 1872 in Dornbirn als Sohn von Franz Josef Drexel und Maria Katharina Ulmer geboren und wuchs dort auch auf. In Dornbirn besuchte er die Volksschule, ehe er an das Gymnasium Cassianeum in Brixen ging, wo Drexel im Jahr 1891 maturierte. Am 29. Juni 1895 empfing Karl Drexel die Priesterweihe und war daraufhin bis 1897 als Hilfspriester in Hohenems tätig.
Anschließend daran begann er die Studien der Theologie und der Philosophie in Rom, welche er im Jahr 1899 mit der Promotion zum Doktor der Theologie und zum Doktor der Philosophie (DDr. theol. et. phil.) abschloss. Von 1898 bis 1899 war er Kaplan am Priesterkolleg Santa Maria dell’ Anima in Rom. In den Jahren 1899 bis 1907 arbeitete Drexel in der Folge in seiner Heimatstadt Dornbirn als Pfarrprovisor und Realschulprofessor am Gymnasium Dornbirn.
Ab 1912 hatte Drexel eine Anstellung in der k.u.k. Statistischen Zentralkommission, einem Vorläufer des späteren Bundesamts für Statistik. Während des Ersten Weltkriegs war Karl Drexel ab 1914 Feldkurat beim k.u.k. 2. Tiroler Jäger-Regiment „Kaiserjäger“. Drexel verbrachte die Zeit von 1914 bis 1920 in Kriegsgefangenschaft in Sibirien. Im Jahr 1925 wurde Drexel von Papst Pius XI. der Ehrentitel Päpstlicher Hausprälat verliehen. Von 1931 bis 1935 wirkte Karl Drexel schließlich als Leiter des nunmehr Bundesamt für Statistik genannten Statistischen Dienstes in Österreich, wofür er 1931 zum wirklichen Hofrat bestellt wurde.
Drexel war Ehrenmitglied der katholischen Studentenverbindungen KÖHV Carolina Graz, KÖStV Austria Wien und KÖStV Rudolfina Wien.

## Politischer Werdegang
Karl Drexel wurde erstmals im Jahr 1902 für die Christlichsoziale Partei politisch tätig, als er für diese erstmals in den Vorarlberger Landtag gewählt wurde. Drexel war im Landtag der 9. Gesetzgebungsperiode Abgeordneter der allgemeinen Wählerklasse für die Gemeinden zwischen Feldkirch und Dornbirn. Auch im Landtag der 10. Gesetzgebungsperiode war Drexel bis zum Ausbruch des Ersten Weltkriegs 1914 als Abgeordneter tätig. Ab 1904 war er zudem Mitglied der Dornbirner Stadtvertretung. Mitglied der Dornbirner Stadtvertretung blieb Drexel bis einschließlich 1913.
Bei der ersten Reichsratswahl 1907 wurde Karl Drexel im Wahlbezirk Vorarlberg 1, der die Städte Bregenz, Dornbirn, Feldkirch und Bludenz abdeckte, ins Abgeordnetenhaus des österreichischen Parlaments gewählt, wo er bis 1911 Abgeordneter war. Von 1909 bis 1914 war Karl Drexel außerdem Mitglied des als Vorarlberger Landesausschuss bezeichneten Vorgängers der späteren Vorarlberger Landesregierung.
Nach der Rückkehr aus der russischen Kriegsgefangenschaft im Jahr 1920 wurde Karl Drexel aufgrund einer Sonderbestimmung in den Vorarlberger Landtag gewählt. Der Landtag hatte nämlich beschlossen, dass „jene Wähler, die durch Gefangenschaft oder Internierung im Feindeslande an der Ausübung ihres Wahlrechtes behindert waren, (...) nach ihrer Rückkehr einen eigenen Abgeordneten“ in den Landtag entsenden konnten. Dieser Abgeordnete war ab dem 27. Jänner 1921 erneut Karl Drexel, der bis zum Ende der 11. Gesetzgebungsperiode 1923 im Landtag tätig war.
In der Zwischenkriegszeit wurde Karl Drexel am 1. Dezember 1920 zudem vom Vorarlberger Landtag als Vertreter Vorarlbergs in den neu gegründeten österreichischen Bundesrat entsandt. Er verblieb im Bundesrat bis zum 6. November 1923 und war während seiner Mitgliedschaft auch stellvertretender Vorsitzender des Bundesrats. Anschließend rückte Karl Drexel in den österreichischen Nationalrat nach, da er bei der Nationalratswahl in Österreich 1923 ein Mandat für die Christlichsoziale Partei erreichen konnte. Er war in der Folge bis zum 16. Oktober 1931 Abgeordneter zum Nationalrat. Im Jahr 1935 wurde ihm von seiner Heimatstadt Dornbirn die Ehrenbürgerschaft verliehen.

## Schriften
- Soziale Politik, Gsur, Wien 1933
- Oesterreichische Religionsstatistik, in: Der katholische Almanach. Jg. 2. 1934
- Feldkurat in Sibirien: 1914–1920, Rauch, Innsbruck 1949 (3. Auflage)